# Parafia św. Antoniego z Padwy w Chorzowie
Parafia św. Antoniego z Padwy w Chorzowie – parafia rzymskokatolicka w Chorzowie, województwo śląskie.
Należy do dekanatu Chorzów Batory w archidiecezji katowickiej.

## Historia
Zlokalizowany w rejonie ulic Kopernika, Kilińskiego i placu Matejki kościół pw. św. Antoniego Padewskiego został zbudowany w latach 1930-1934, według projektu poznańskiego architekta Adama Ballenstedta. Kościół został rozplanowany na rzucie prostokąta z wieżą dostawioną do elewacji od strony ul Kopernika. Wysokość wieży, która miała mierzyć 89 m, ze względu na trudny teren i panujący kryzys ograniczono do 38 m. 
Kamień węgielny pod budowę nowego kościoła poświęcono 28 czerwca 1931 roku a 1 lipca 1932 roku dokonano poświęcenia pierwszego dzwonu o imieniu “Magdalenka”.
Poświęcenie kościoła odbyło się 9 września 1934 roku. Poświęcenia dokonał biskup ordynariusz Stanisław Adamski.

## Poczet proboszczów[1]
- Stanisław Maśliński (administrator) 1935-1945
- Józef Kempiński 1945-1975
- Jan Skutela 1975-2000
- Marian Jaromin 2000-2013
- Krystian Kukowka 2013-nadal

## Grupy parafialne[2]
- Ministranci
- Ruch Światło-Życie
- Dzieci Maryi
- Legion Maryi
- Chór Seraf (międzyparafialny z par. św. Barbary w Chorzowie)
- Krąg biblijny
- Towarzystwo Przyjaciół KUL
- Schola młodzieżowa św. Pawła
- Boże Nutki
- Akcja Katolicka
- Apostolstwo Dobrej Śmierci
- Arcybractwo Krwi Chrystusa
- Odnowa w Duchu Świętym
- Trzeci Zakon Franciszkański

## Muzyka organowa parafii

### Instrumentarium
Pierwsze wzmianki o organach parafii świętego Antoniego w Chorzowie pochodzą z okresu jeszcze przed wybudowaniem świątyni, kiedy to zakłady organmistrzowskie, jak np. Fabryka Organów Stanisława Krukowskiego  i jego Syna z Piotrkowa Trybunalskiego dowiadując się o budującym się kościele, zaproponowała montaż organów. Kolejna wzmianka dotycząca instrumentu pochodzi z 12 listopada 1934 r., kiedy władze województwa śląskiego zakupiły od Państwowego Seminarium Nauczycielskiego w Tarnowskich Górach za cenę 1 750 zł 2-manuałowy (+ pedał), 5-registrowy instrument. Inne źródła podają, że organy były 3-registrowe, i że w roku 1948 rozbudowano je o kolejne 4 registry. Za wersją 3-registrowego instrumentu przemawia notatka o rozbudowie pochodząca z kroniki parafialnej, w której znajduje się zapis: „Korzystając z nadwyżki zebranych ofiar na budowę ogrzewania w kościele zgodnie z uchwałą Rady Parafialnej i zezwoleniem Kurii Diecezjalnej rozbudowano nasze małe 3-registrowe organy o dalsze cztery registry. Zamontowano też silnikową dmuchawę powietrza. Pracę tę wykonał organmistrz Zbigniew Zając z Zabrza w miesiącach wiosny”. Instrument ten, jak na parafię tej wielkości i kościół o takich gabarytach, był dalece niewystarczający, nawet po rozbudowie. Na kolejną rozbudowę organy musiały czekać 14 lat, a czego powodem był fakt, że jeszcze w latach 50. XX w. kasa parafialna była w „opłakanym stanie”, co wynikało z nadwyrężenia funduszy kościelnych budową kościoła filialnego.
Z listu Zakładu Organów Leona Michalika ze Świętochłowic, datowanego na dzień 7 lutego 1960 r., wiadomo, że planowane było wykonanie nowego magazynu powietrznego. Nie wiadomo, czy do wymiany doszło, a jeśli tak, to kto był jego wykonawcą. Nowy magazyn powietrzny był przystosowany do zamontowania nożnego czerpaka klinowego. Czy czerpak ten miał służyć tylko w sytuacjach awaryjnych, czy został wbudowany ze względu na  obecność  w parafii osoby pełniącej funkcję kalikanta, nie wiadomo. Należy jednak sądzić, że był to dodatkowy napęd organowy, ewentualnie że kalikant był potrzebny do czasu rozbudowy organów w 1948 r.
Podczas wizytacji kanonicznej przeprowadzonej w parafii w dniach 10–11 czerwca 1962 r., ówczesny ordynariusz  bp Herbert Bednorz  w jednej z wytycznych powizytacyjnych nakazał ufundować parafii nowe organy, względnie rozbudować stare.
30 grudnia 1964 r. ofertę swoją złożył z polecenia ks. proboszcza Ignacego Czabańskiego  z Poznania budowniczy organów Bronisław Cepka  z Popowa  koło Wronek. Ksiądz Józef Kempiński najwyraźniej był zainteresowany jego ofertą, gdyż już 13 sierpnia 1965 r. sporządzono kosztorys przedwykonawczy przebudowy i uzupełnienia obecnych wówczas 8-głosowych  organów na 45-głosowy instrument elektryczny, względnie pneumatyczny. Według tego projektu instrument miał być wyposażony w 3-manuałowy wolno stojący kontuar. Projekt zawierał trzy wersje dyspozycji głosowych, które na życzenie zleceniodawcy mogły ulec zmianie przed rozpoczęciem budowy. Przyjęto projekt pierwszy ze zmianami ks. Piotra Sopory. 
Finansowanie remontu przebiegało w dość nietypowy sposób: parafianie zakupywali za pośrednictwem parafii piszczałki, których byli właścicielami przez 10 lat, po czym darowywali je parafii, względnie parafia je od nich odkupowała. Parafia zawierała z ofiarodawcami umowy na wypadek śmierci, by piszczałki przechodziły na własność księdza proboszcza z ewentualnym obowiązkiem odprawienia jednej Mszy świętej w intencji ofiarodawcy. 
Z dokumentów wizytacyjnych organów i organistów wiemy, że we wrześniu 1973 r. organy liczyły „43 głosy, w tym 5 rezerwowych”; w styczniu 1978 r. organy dysponowały  40 głosami grającymi, cała zaś rozbudowa została ukończona w 1979 r. Rozbudowa trwała zatem 13 lat. W 1984 r. organy przeszły generalne strojenie w związku z jubileuszem powstania kościoła. Kolejny generalny remont miał miejsce w 1995 r., a przeprowadzony został przez firmę Bronisława Cepki.
Ostatecznie organy parafii świętego Antoniego mają trakturę gry i trakturę registrów elektropneumatyczną, 46 głosów rozłożonych na 3 manuały i pedał, w manuałach po 61 tonów, w pedale zaś 32 tony. Instrument wyposażony jest w 2 dmuchawy (sekcja lewa i prawa). W lewej części organów (patrząc od strony prezbiterium) znajdują się piszczałki I manuału oraz większa część pedału, w prawej – piszczałki II i III manuału oraz violin bass 16', oktawbas 8' i chorałbas 4' z sekcji pedału. W prospekcie znajdują się fragmenty głosów: pryncypałbas 16' (P), violin bass 16' (P), oktawbas 8' (P), chorałbas 4' (P) i pryncypał 8' (I). Piszczałki manuału III są zabudowane szafą ekspresyjną, która nigdy nie została dokończona i podłączona do kontuaru.

### Organiści
Na dzisiejszych organach koncertowali między innymi Piotr Klemeński  z Gdyni, Andrzej Ginko  z Wiednia, Jan Szydło  z Łańcuta czy Anna Tobik z Katowic. Poza nimi za kontuarem zasiadali Julian Gembalski, Wacław Golonka oraz Józef Serafin. Zaś na stałe za ich kontuarem zasiadał Alojzy Godziek (1934-1941; 1955-1978), Tadeusz Klonowski (1941-1954), Paweł Morgała (1954-1955), Tadeusz Tomys (1978-1990),  Klaudiusz Króliczek (1995-2011), Krzysztof Zuga (2008-2013) i Bolesław A. Dullek (2011-nadal).